# 蔡金镇
蔡金镇，是中华人民共和国四川省乐山市五通桥区下辖的一个乡镇级行政单位。

## 行政区划
蔡金镇下辖以下地区：
蔡金场社区、七仙村、瓢耳井村、黄店村、官斗村、复兴村、朱庙村、天林村、李子村、永镇村、团山村、中心村、石河村、燕湾村和玉井村。